# Evangelische Stadtkirche Gronau

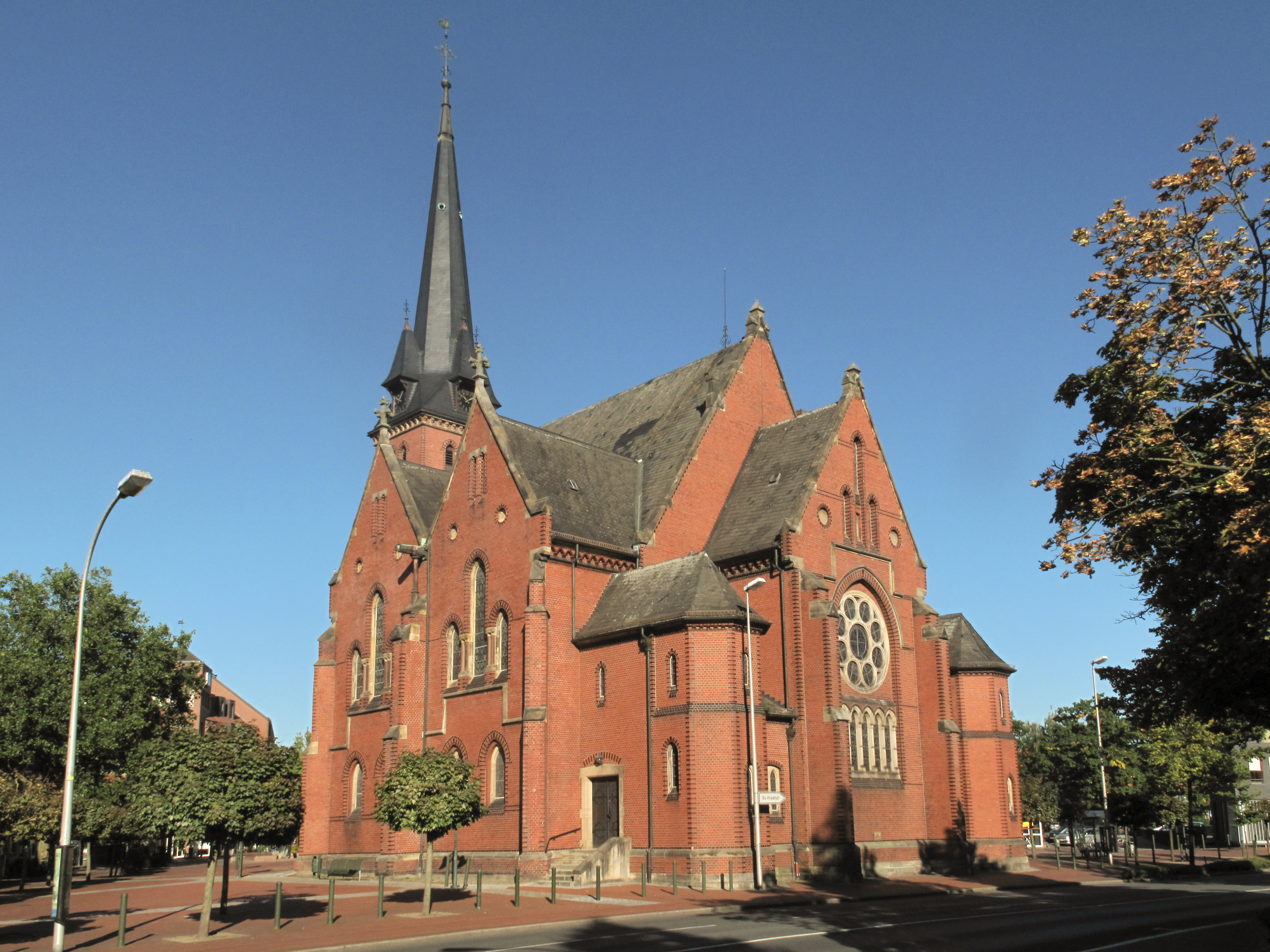
Evangelische Stadtkirche Gronau

Die Evangelische Stadtkirche ist ein evangelisches Kirchengebäude in Gronau (Westf.).

## Geschichte
Die Kirche wurde in den Jahren 1896 bis 1897 von Baumeister Alexander Trappen aus Bielefeld im gotischen Stil errichtet und am 1. April 1897 eingeweiht. Mit dem Anwachsen der Gemeinde seit dem 17. Jahrhundert hatte sich die bisherige „alte“ evangelische Kirche unweit des früheren Schlossplatzes aus dem Jahr 1738 als zu klein erwiesen, was den Neubau erforderlich machte.

## Beschreibung und Ausstattung
Die Kirche wurde im neugotischen Stil ursprünglich als reformierte Predigtkirche erbaut, weist allerdings weitere Stilrichtungen auf wie die der französischen Frühgotik (Fenster, Rosenfenster im Altarraum und Form der Strebepfeiler). Der Kirchturm mit Uhrenhäuschen ist der norddeutschen Backsteingotik angelehnt. Die Dachkonstruktion verweist auf den Typ der hessischen Hallenkirche.
Die Kirche verfügt über drei Emporen, eine hölzerne Decke sowie eine teilweise historische Innenausstattung, z. B. eine Chorbank aus dem Jahr 1477.

## Orgel
2019/20 erhielt die Stadtkirche eine neue Orgel. Es handelt sich dabei um ein Instrument, das 1904 von der Orgelbauwerkstatt Wilhelm Sauer als Opus 915 für die Evangelische Kirche Dorstfeld erbaut und dort Anfang 2017 von der Orgelbaufirma Scheffler abgebaut wurde.
Das von der Stiftung Orgelklang zur „Orgel des Jahres 2019“ gewählte denkmalgeschützte Instrument wurde 2019 bei Scheffler in Brandenburg restauriert und bis Anfang März 2020 in Gronau eingebaut und intoniert.
Die Orgel ist nahezu original erhalten und hat 2362 Pfeifen in 40 Registern verteilt auf drei Manuale und Pedal. Dem spätromantischen Orgeltypus entsprechend sind die Manuale nach Lautstärke gestaffelt; die Pfeifen des III. Manuals befinden sich in einem Schwellkasten. Die Register und Koppeln sind rechts und links der Manuale als Wippschalter ausgeführt. Die Orgel besitzt Kegelladen und pneumatische Trakturen.
| I. Manual C–g3 |                      |        |
| 01.            | Principal            | 16′    |
| 02.            | Principal            | 08′    |
| 03.            | Flûte harmonique * 0 | 08′    |
| 04.            | Bourdon              | 08′    |
| 05.            | Gemshorn             | 08′    |
| 06.            | Gamba                | 08′    |
| 07.            | Octave               | 04′    |
| 08.            | Rohrflöte            | 04′    |
| 09.            | Piccolo *            | 02′    |
| 10.            | Rauschquinte II      | 02 ⁄3′ |
| 11.            | Cornett III-IV       | 02 ⁄3′ |
| 12.            | Trompete             | 08′    |

| II. Manual C–g3 |                  |        |
| 13.             | Bourdon          | 16′0   |
| 14.             | Principal        | 08′    |
| 15.             | Concertflöte * 0 | 08′    |
| 16.             | Gedackt          | 08′    |
| 17.             | Salicional       | 08′    |
| 18.             | Dolce            | 08′    |
| 19.             | Praestant        | 04′    |
| 20.             | Traversflöte *   | 04′    |
| 21.             | Mixtur IV        | 02 ⁄3′ |
| 22.             | Cor anglais      | 08′    |

| III. Schwellwerk C–g3 |                    |      |
| 23.                   | Lieblich Gedeckt 0 | 16′0 |
| 24.                   | Geigenprincipal    | 08′  |
| 25.                   | Soloflöte *        | 08′  |
| 26.                   | Lieblich Gedeckt   | 08′  |
| 27.                   | Aeoline            | 08′  |
| 28.                   | Voix céleste       | 08′  |
| 29.                   | Fernflöte *        | 04′  |
| 30.                   | Fugara             | 04′  |
| 31.                   | Flautino           | 02′  |

| Pedal C–f1 |             |         |
| 32.        | Principal   | 16′     |
| 33.        | Subbass     | 16′     |
| 34.        | Violon      | 16′     |
| 35.        | Quinte      | 10 2⁄3′ |
| 36.        | Octave      | 08′     |
| 37.        | Bassflöte 0 | 08′     |
| 38.        | Cello       | 08′     |
| 39.        | Octave      | 04′     |
| 40.        | Posaune     | 16′     |

die mit * gekennzeichneten Register sind überblasend
- Koppeln: II/I, III/I, III/II, I/P, II/P, III/P, Super I/I (Superoktav-Koppel) als Registerwippen und Druckknöpfe, Super I/I nur als Druckknopf
- Spielhilfen: Zwei freie und vier feste Kombinationen (p, mf, f, tutti); Absteller für Zungen, Handregister, Walze (alle als Druckknöpfe unterhalb des I. Manuals), Registerschweller mit Anzeiger (rund 0–40 über dem III. Manual) und Schwelltritt für das III. Manual

Von dieser Orgel existiert ein komplettes Sampleset aufgenommen in der Dorstfelder Kirche, sie ist also auch virtuell spielbar.